# Paspalum arundinaceum
Paspalum arundinaceum är en gräsart som beskrevs av Jean Louis Marie Poiret. Paspalum arundinaceum ingår i släktet tvillinghirser, och familjen gräs. Inga underarter finns listade i Catalogue of Life.